# Schach (Zeitschrift)

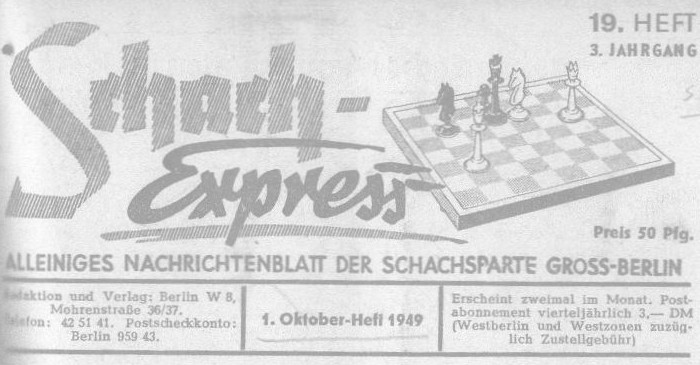
Titel 1949, 3. Jahrgang, Heft 19

Schach ist eine deutschsprachige Zeitschrift zum Thema Schach, die seit April 1947 erscheint. Schach gab es bis 1961 zweimal im Monat, seit 1962 monatlich. Seit 1999 wird sie im hauseigenen Exzelsior Verlag herausgegeben. Sie ist eine der bedeutendsten deutschen Schachzeitschriften.

## Geschichte
Die Zeitschrift erschien 1947 zunächst unter dem Titel Schach-Express im Express-Verlag in Berlin, ab September 1950 unter dem heutigen Titel. Sie war ab 1953 die einzige in der DDR herausgegebene Schachzeitschrift. Zuvor wurde noch bis Ende 1952 von Kurt Richter die Zeitschrift Deutsche Schachblätter herausgegeben, die wegen des begrenzten Papierkontingents eingestellt werden musste. 
Schach kostete von 1962 bis 1990 einheitlich 1,20 Mark. In den letzten Jahren bis 1990 gab es für den deutschen Sprachraum außerhalb der DDR eine dem üblichen Preisniveau angepasste modifizierte Ausgabe mit besserem Schutzumschlag und ohne die Seiten zu innenpolitischen und regionalen Themen. Der Untertitel der Zeitschrift hat seit 1990 mehrfach gewechselt, von „Der königliche Ratgeber für jeden“ bis „Die Zeitschrift mit Tradition und Anspruch“. Zurzeit wird sie mit dem Untertitel „Deutsche Schachzeitung“ herausgegeben. Die Deutsche Schachzeitung existierte von 1846 bis 1988. Der Titel wurde mitsamt den Abonnenten 1989 in den Schach-Report übernommen. Der Schach-Report wiederum wurde 1996 von Schach übernommen.
Ein zusätzliches Diskettenangebot für Abonnenten unter dem Namen Schach plus, auf dem aktuelle Turniere komplett erfasst waren, wurde eingestellt, nachdem Internetdatenbanken weite Verbreitung erfuhren.

## Mitarbeiter und Inhalt

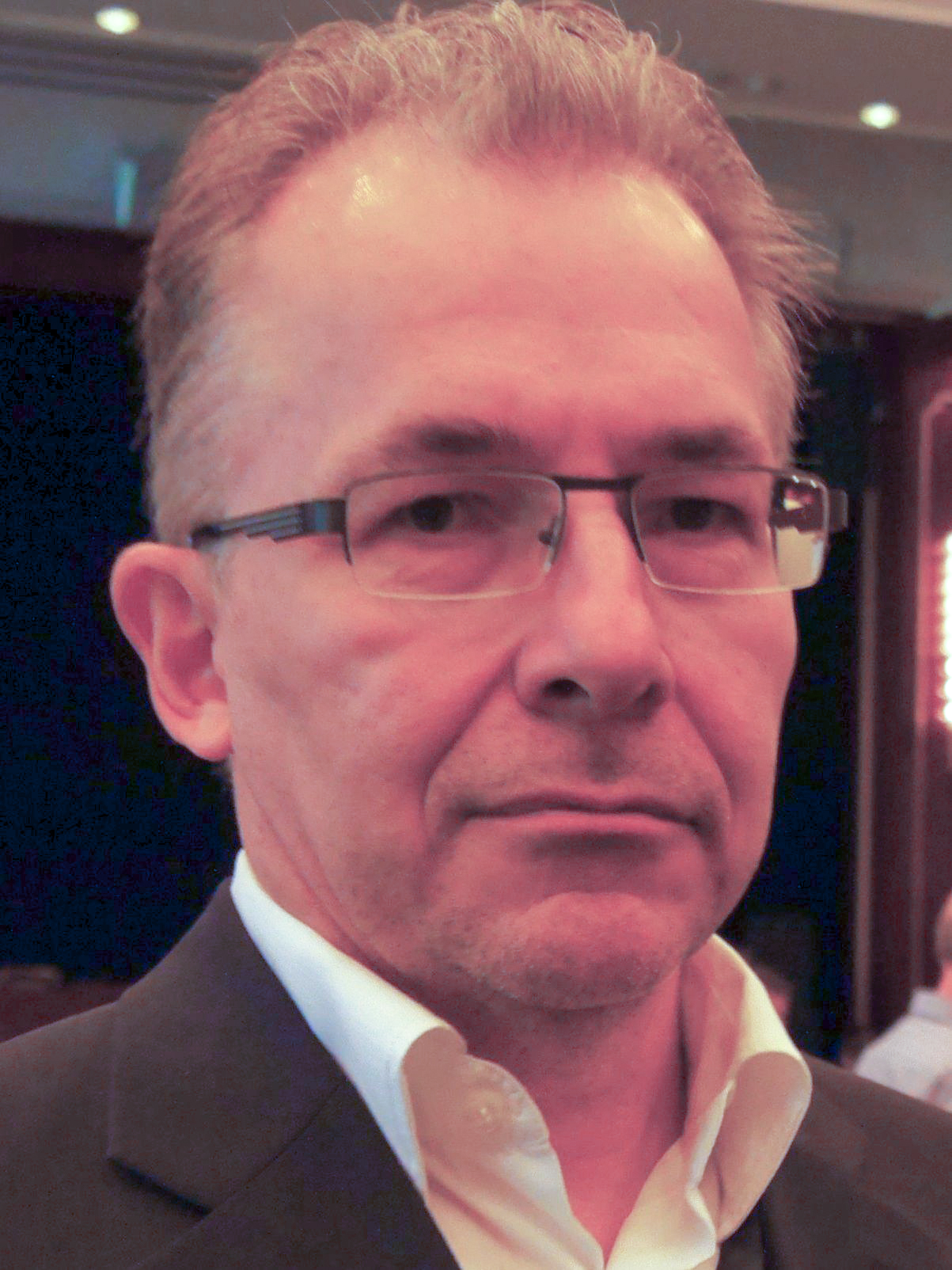
Raj Tischbierek (2017)

Raj Tischbierek löste 1991 den ehemaligen Fernschachweltmeister Horst Rittner ab, der seit 1961 Chefredakteur war. Seitdem wird Schach von Sibylle Heyme und Dirk Poldauf redaktionell mitgestaltet. Tischbierek gab mit dem Jahreswechsel 2024/25 die Chefredaktion an den Internationalen Meister Jonathan Carlstedt ab.
In der Ära Tischbierek ab 1991 wurde die Zeitschrift stärker auf Schach als Spitzensport ausgerichtet. Frühere Rubriken wie „Kinder- und Jugendsport“, „Go“ oder Berichte zu regionalen Schachereignissen verschwanden oder wurden stark eingeschränkt. Die Zeitschrift umfasst etwa 82 Seiten mit dem Hauptaugenmerk auf Berichte über ausgewählte Turniere und Ligen, insbesondere die Bundesliga, die meist von teilnehmenden Spielern verfasst werden, wobei zumindest bei längeren Artikeln auch andere Spieler eigene Partieanalysen darlegen. Ständige Rubriken sind die von Berthold Koch unter dem Namen „Wir lehren Schach“ gegründete Ecke, welche unter Kurt Richter und dem Titel „Schach lehrt Schach – Hohe Schule der Kombination“ aufblühte (Wolfgang Weber). Weitere Redakteure dieser Serie waren Werner Golz und von 1975 bis 2017 sehr erfolgreich Albin Pötzsch. Seit November 2017 gestaltet Michael Prusikin diesen Teil der Zeitschrift mit eigenem Konzept. Breiten Raum nehmen aktuelle Turnierausschreibungen ein. Leserbriefe werden hingegen nur in manchen Ausgaben abgedruckt. Regelmäßig werden Buchrezensionen abgedruckt. Ab Seite 64 findet sich seit den 2000er Jahren jeweils ein Kurzinterview mit einer Schach-Persönlichkeit, wobei nicht nur Spielern, sondern etwa auch Organisatoren oder Mäzenen die gleichen Fragen gestellt werden.
Auf der Internetpräsenz vermittelt Schach unter anderem Training mit Großmeistern und Internationalen Meistern.

## Schachkomposition
Die in Schach von Anfang an vorhandene Kompositionsrubrik „Probleme und Studien“ gestalteten bekannte Schachpersönlichkeiten. In der Vergangenheit waren Herbert Grasemann, Gerhard Kaiser, Hans Vetter, Manfred Zucker und Udo Degener für sie zuständig. Seit April 2015 wird sie von Franz Pachl betreut. Meister wie Yochanan Afek publizierten episodisch mit Partiebeispielen und Studien illustrierte separate Artikel zu Themen der Schachkomposition für Schach, die Resonanz bei einer Reihe von Partiespielern erzielt haben.